# .pg
.pg este un domeniu de internet de nivel superior, pentru Papua Noua Guinee (ccTLD).